# Laura Martignon
Laura Martignon (née en 1952) est une mathématicienne colombienne et italienne[réf. nécessaire]. Depuis 2003, elle est professeur de mathématiques et d'éducation mathématique à l'université d'enseignement de Ludwigsburg (en). Elle a été jusqu'en 2017 scientifique auxiliaire à l'Institut Max-Planck de développement humain à Berlin, où elle a précédemment occupé le poste de chercheuse principale. Elle a également enseigné les mathématiques à l'université de Brasilia pendant dix ans et a passé un an et demi à l'université hébraïque de Jérusalem avec une bourse de recherche du gouvernement israélien.

## Formation
Martignon a obtenu une licence en mathématiques à l'université nationale de Colombie à Bogota en 1971, une maîtrise en mathématiques en 1975 et a ensuite obtenu son diplôme de doctorat en mathématiques à l'université Eberhard Karl de Tübingen en 1978. Elle a obtenu son "emquadramento" (titre) à l'université de Brasilia en 1984 et son habilitation allemande en neuroinformatique à l'université d'Ulm, en Allemagne, en 1998. 

## Contributions académiques

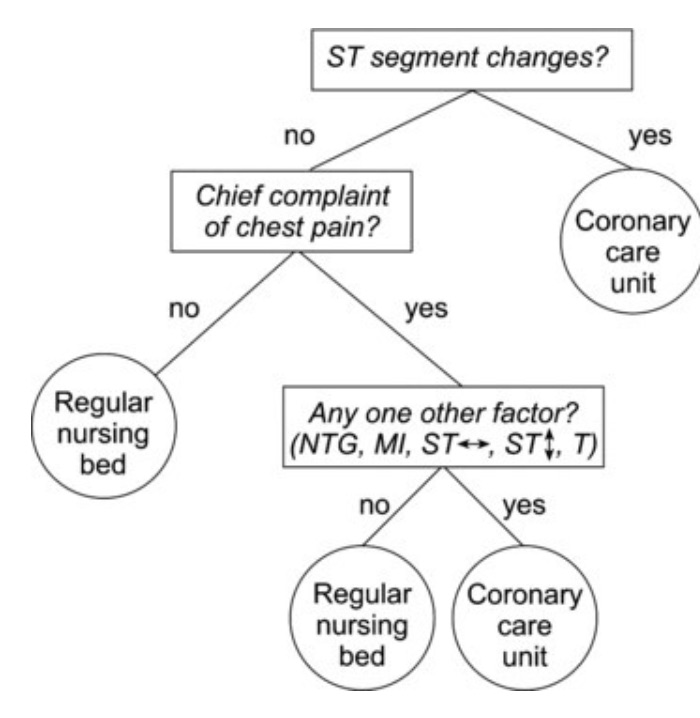
Un exemple d'arbre rapide et frugal.

Martignon s'est spécialisée dans l'enseignement des mathématiques et, en tant que mathématicienne appliquée, dans la modélisation mathématique collaborant dans des contextes scientifiques interdisciplinaires. En collaboration avec le physicien Thomas Seligman, elle a appliqué à l'analyse fonctionnelle des critères permettant de déterminer l'applicabilité des transformées intégrales dans les calculs de réactions à n corps et de construire des espaces de Hilbert pour l'intégration d'éléments observables et de matrices de densité. Dans son ouvrage Neuroinformatics, elle a modélisé la synchronisation dans les événements déclencheurs de groupes de neurones : avec ses collègues de Neuroscience Günther Palm, Sonja Grün, Ad Aertsen, Hermann von Hasseln, Gustavo Deco (en) et la statisticienne Kathryn Laskey, elle a jeté les bases de mesures valables de synchronisations supérieures,. 
Ses récentes contributions portent sur le raisonnement probabiliste, la prise de décision et leurs liens avec l’enseignement des mathématiques. En 1995, elle était l’un des membres fondateurs du Centre ABC pour le comportement adaptatif et la cognition (ABC Center for Adaptive Behavior and Cognition), dirigé par Gerd Gigerenzer d'abord à Munich (1995-1997) à l’Institut Max Planck de recherche psychologique, puis à Berlin à l’Institut Max-Planck de développement humain (depuis 1997). Avec ses collègues d'ABC, principalement avec Ulrich Hoffrage, elle a modélisé l'heuristique à tirer le meilleur en tant que modèle linéaire non compensatoire à des fins de comparaison fournissant une première caractérisation partielle de sa rationalité écologique. Elle est surtout connue pour avoir conceptualisé et défini les arbres rapides-et-frugaux (en) pour la classification et la décision, principalement avec Konstantinos Katsikopoulos et Jan Woike,, prouvé leurs propriétés fondamentales et créé un pont théorique entre les fréquences naturelles et heuristiques rapides et frugales pour la classification et la décision. 
Aujourd'hui, ses travaux sur le raisonnement motivent l'essentiel de ses recherches en enseignement des mathématiques. Avec Stefan Krauss, Rolf Biehler, Joachim Engel (en), Christoph Wassner et Sebastian Kuntze, elle a diffusé les principes du groupe ABC sur les avantages des formats d'informations naturels et de l'heuristique de décision à l'école et en tant que sujet de l'enseignement des mathématiques. Elle collabore maintenant avec Keith Stenning (en) pour étudier le jugement sans probabilité basé sur des logiques défaisables et son impact sur l'enseignement des mathématiques. Elle a également mené des recherches sur le genre dans l'enseignement des mathématiques et a dirigé un projet sur le sujet à son université et a fondé le journal de revue Mathematik und Gender. Elle a été pendant six ans représentante du groupe de travail « Frauen und Mathematik » de la Société allemande d’enseignement des mathématiques (GDM) .

## Sélection de publications
- Wer Wagt, Gewinnt? (2019) Laura Martignon et Ulrich Hoffrage, Hogrefe: Berne
- Nachhaltigkeit und Gerechtigkeit: Grundlagen et schulische Konsequenzen (2008) de Haan, G., G. Kamp, A., Lerch, A., L. Martignon, G. Müller-Christ, HG Nutzinger, Springer: New York
- Des heuristiques simples qui nous rendent intelligents (1999) Gigerenzer, Todd et le groupe ABC, Oxford University Press
- Matrizes Positivas - Impa Press.

## Brevets
- Brevets de l'inventeur Laura Martignon